# Nicolás Petro
Nicolás Fernando Petro Burgos (Ciénaga de Oro, 21 de junio de 1986) es un político, abogado y ambientalista colombiano.

## Biografía
Nació en Ciénaga de Oro, Córdoba; es hijo mayor del presidente Gustavo Petro. Estudió derecho en la Universidad Pontificia Bolivariana, tiene un máster en Cambio Climático de la Universidad Iberoamericana y una maestría en Gobierno y Gestión Pública para Latinoamérica en la Universidad Pompeu Fabra, Barcelona. Estaba casado con Daysuris Vásquez; la pareja se separó luego de que ella lo acusara serle infiel por mantener una relación extramatrimonial.  Desde 2020 hasta su captura en 2023, fue diputado del departamento Atlántico después de obtener el segundo lugar en las elecciones para el cargo de gobernador.

## Detención
El 29 de julio de 2023, Nicolás Petro y su exesposa fueron detenidos bajo las acusaciones de lavado de dinero y enriquecimiento ilícito proveniente del narcotráfico el cual tenía como objetivo el financiamiento de la campaña presidencial de su padre, el presidente de Colombia, Gustavo Petro Urrego. Su padre, el presidente Gustavo Petro, estuvo de acuerdo con la realización de una investigación contra su hijo, la cual comenzó en marzo de 2023.
El 5 de agosto de 2023 fue dejado en libertad, tras llegar a un acuerdo con la Fiscalía General de la Nación en el cual accede a colaborar con la justicia entregando pruebas de la financiación de la campaña de su padre con dineros del narcotráfico, el de no participar en eventos políticos renunciando al cargo de diputado y el de no alejarse de la ciudad de Barranquilla.